# Mens legis
Mens legis é um termo jurídico que se refere ao "espírito da lei", expressão essa que, da sua parte, remonta à Rudolph von Ihering. Pode-se dizer que a mens legis é o significado atribuído ao texto jurídico. No sentido de que ele se configura um produto autônomo do legislador, com suas intenções e idiossincrasias.
Normalmente relaciona-se esse termo a outro termo - Mens legislatoris - que diz respeito à intenção do legislador ao criar uma nova norma legal.
Ao contrário do que se diz, não há uma ou outra prevalência. Tudo depende de cada caso. Cabe à Hermenêutica estudar e estipular os parâmetros de interpretação.
É por essa razão que a norma deve ser interpretada não pela sua literalidade, mas com vistas a salvaguardar os valores protegidos e/ou o alcance pretendido com a lei.
- Wikcionário